# Ansett Australia
Ansett Australia – australijskie linie lotnicze których główna siedziba mieściła się w Melbourne, Australia. Linie realizowały głównie połączenia krajowe a w późniejszym okresie również międzynarodowe. We wrześniu 2001 linia została uznana za nierentowną i ograniczono wykonywane operacje, a w marcu 2002 linie ogłosiły upadłość - ostatni lot wykonano 5 marca 2002 roku.

## Historia

### Początki
Linie zostały założone przez sir  Reginalda Ansetta w 1935 jako Ansett Airways Pty Ltd. W lutym 1936 linie uruchomiły pierwsze połączenie pomiędzy Hamilton a Melbourne realizowane ono było samolotem Fokker Universal. Szybki sukces skłonił Ansett do rozbudowy siatki połączeń w 1937. Do obsługi większej liczby połączeń linie zamówiły samoloty Lockheed Electra. W czasie trwania Drugiej Wojny Światowej Reg Ansett zdecydował zawiesić wszystkie połączenia rozkładowe, poza lotami do Hamilton, a samoloty Ansett latały w tym czasie w ramach kontraktu z United States Army Air Forces. Po wojnie linie odbudowywały siatkę połączeń wykorzystując dużą dostępność samolotów Douglas DC-3 oraz pozostałe Lockheedy L-10.

### W kierunku duopolu

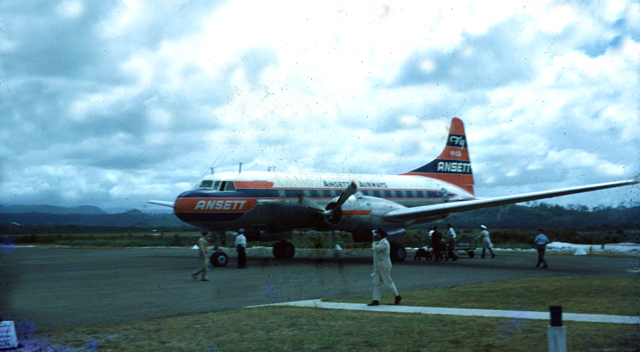
Ansett Convair CV-340 na płycie postojowej w Porcie lotniczym Gold Coast, Queensland 1955

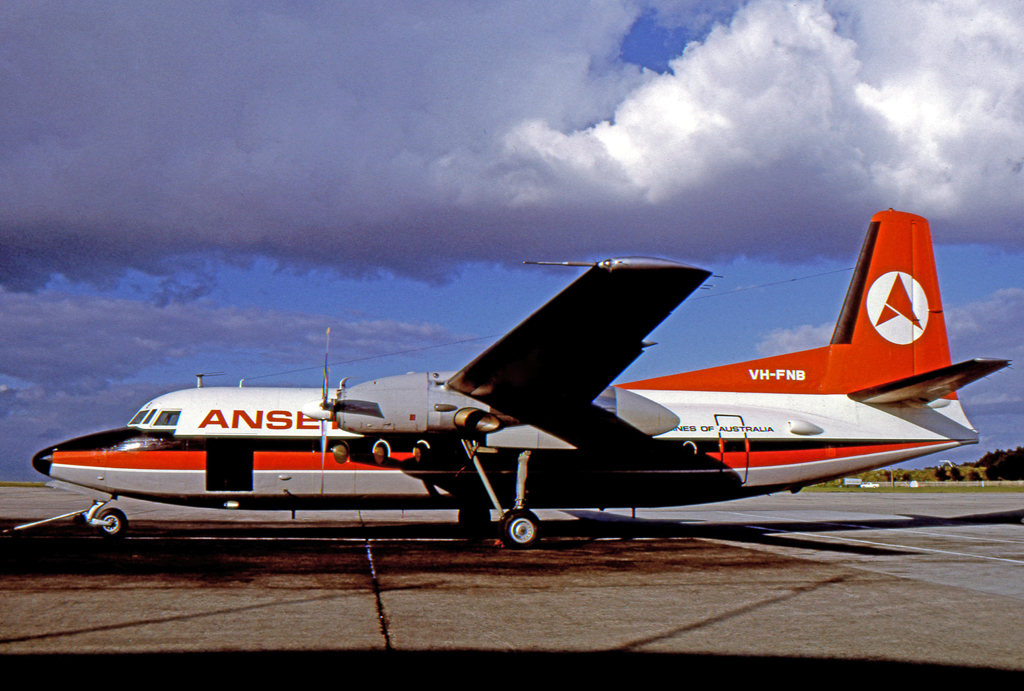
Fokker F-27 Friendship na lotnisku w Essendon 1970

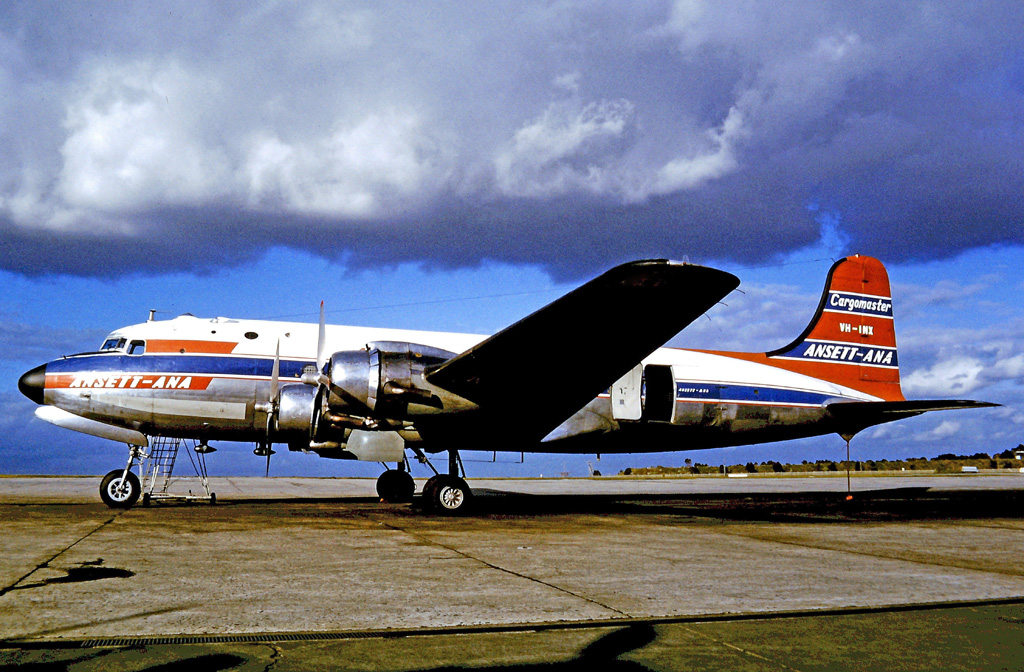
Ansett-ANA Douglas DC-4 Cargomaster freighter na lotnisku w Essendon 1970

Linie Ansett pozostawały na uboczu konfliktu który toczył się pomiędzy Australian National Airways oraz Trans Australia Airlines o prymat na rynku przewozów pasażerskich w Australii w latach czterdziestych oraz pięćdziesiątych. Skupiono się na realizacji niedrogich połączeń międzystanowych oraz na rozwoju transportu samochodowego, powołano spółki Ansett Freight Express ,Ansett Pioneer Coaches oraz Ansair.
Rząd premiera Menziesa który czynnie wspierał TAA ze względu na wysokie dywidendy jakie ta linia wypłacała, chciał uniknąć monopolu TAA, w przypadku bankructwa linii ANA. Jedyną alternatywą było wykupienie przez Ansett linii ANA. Zarząd ANA zaciekle opierał się temu połączeniu, jednak w październiku 1957 doszło do porozumienia i linia została sprzedana za 3.3 miliona funtów. Nowy twór został nazwany Ansett-ANA, linie funkcjonowały pod tą nazwą do 1 listopada 1968 kiedy to zostały przemianowane na Ansett Airlines.
Doskonałe wyniki finansowe Ansett-ANA były w dużej mierze wynikiem polityki rządu premiera Menziesa, która zakładała istnienie na rynku przewozów krajowych jedynie dwóch przewoźników. Polityka ta w dużym stopniu wpływała na innych przewoźników, między innymi poprzez zakaz importu nowych samolotów bez stosownych zezwoleń. Od roku 1957 aż do lat 80, w wyniku obowiązywania tych przepisów, Ansett oraz TAA miały flotę składającą się z tych samych samolotów, wykonywały rejsy do tych samych portów w tych samych godzinach a bilety były w identycznych taryfach. Jeśli któraś z linii chciała zmienić ceny biletów, rząd musiał wydać na to zgodę.
Następnym krokiem linii Ansett w celu umocnienia się na rynku było przejęcie regionalnego przewoźnika Guinea Airways z bazą w Adelaide oraz Butler Air Transport operującego z Sydney. Przejęcie Butler było możliwe dzięki pomocy rządowej.
Po przejęciu ANA, Reg Ansett lobbował za wstrzymaniem zakupu samolotów odrzutowych Sud Aviation Caravelle przez TAA. Wynikało to z wysokich kosztów wymiany floty oraz szkolenia personelu naziemnego, które byłoby konieczne również w Ansett. Linie TAA posiadały we flocie turbośmigłowe samoloty Vickers Viscount od 1954, dzięki czemu miały zaplecze techniczno serwisowe oraz doświadczenie, niezbędne do obsługi samolotów z silnikami turboodrzutowymi. Ansett nakłonił rząd do wydania zgody na import większej ilości samolotów Viscount oraz nowych Lockheed L-188 Electra. Opóźniło to wprowadzenie samolotów odrzutowych na Australijski rynek aż do 1964 kiedy to pojawił się Boeing 727–100.

### Ekspansja międzynarodowa
Ansett zostały przejęte przez TNT oraz News Corporation należącą do Ruperta Murdocha w 1979, dyrektorem generalnym został Peter Abeles. Linie prosperowały w latach 80 mimo kilku inwestycji które nie okazały się trafne m.in. zakup linii America West Airlines (które ogłosiły bankructwo, ale udało im się przetrwać) oraz Hamilton Island resort (który został przekazany jako powiernictwo). Zapłacono również miliony dolarów za prawo do bycia oficjalną linią lotniczą Letnich Igrzysk Olimpijskich w Sydney w 2000 roku, jednak było to nierozsądne posunięcie które znacząco wpłynęło na kondycję finansową firmy.
Ansett otworzył filię w Nowej Zelandii w 1987 nazwaną Ansett New Zealand. Linie Air New Zealand chciały nabyć akcje linii Qantas w 1995 roku, jednak nie dostały na to zgody. W zamian nabyły 50% udziałów w Ansett Australia za 540 milionów dolarów australijskich w 1996, mimo to kierownictwo pozostało w rękach News Corporation.
Ansett otworzyły swoje pierwsze międzynarodowe połączenie 11 września 1993 na Bali, a następnie do Osaki oraz Hongkongu w 1994. Połączenie do Dżakarty zainaugurowano 12 stycznia 1996, a do Szanghaju 8 czerwca 1997.

### Przejęcie przez Air New Zealand

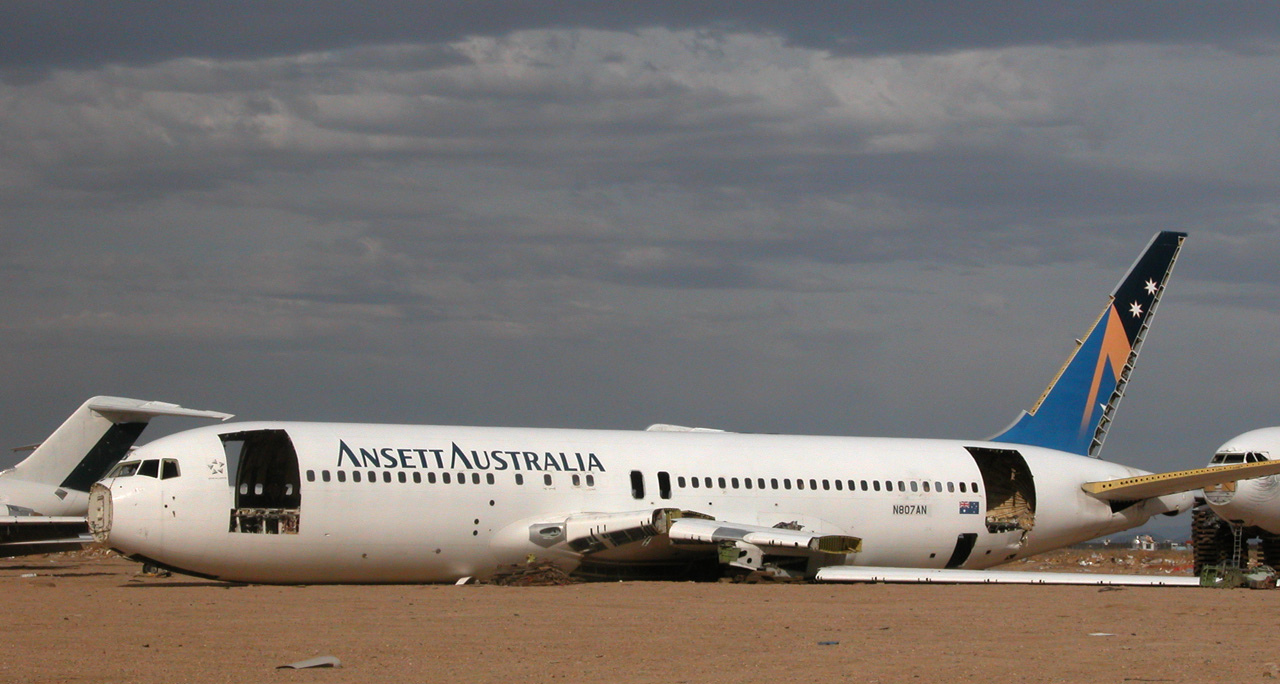
Boeing 767-200 VH-RMO w Mojave

Air New Zealand początkowo posiadały 50% udziałów, pełne przejęcie Ansett nastąpiło w lutym 2000 roku poprzez wykupienie udziałów News Corporation. Było to postrzegane jako błędna decyzja, ponieważ linie w tym okresie były nierentowne i wymagały wysokich nakładów finansowych. Konkurencja ze strony Qantas oraz sukces nowo powstałych tanich linii lotniczych a dodatkowo starzejąca się flota Ansett, wysokie koszty operacyjne oraz uziemienie Boeingów 767 należących do linii ze względu na nieprawidłowe serwisowanie, sprawiły, że Ansett znalazł się w poważnych kłopotach finansowych (tracąc 1.3 miliona AUD dziennie). Nowy właściciel próbował ograniczyć koszty jednak nie przyniosło to skutku a dodatkowo doprowadziło do uziemienia floty przewoźnika w okresie Świąt Bożego Narodzenia w 2000 oraz Wielkanocy w 2001. Linie nie mogły konkurować z tanimi liniami oraz z Qantas które to mogły sobie pozwolić na utrzymywanie niektórych nierentownych połączeń. Mimo redukcji liczby pracowników nie wypracowano dochodu. Każdy dolar przychodu dawał 10 centów zysku kiedy w Qantas uzyskiwano 60 centów zysku z każdego dolara.
Air New Zealand umieściły Ansett pod zarządem przedsiębiorstwa PricewaterhouseCoopers 13 września 2001 roku. Dzień później zarząd zdecydował, że linie nie są wypłacalne i cała flota przewoźnika oraz linii partnerskich (Hazelton Airlines, Kendell, Skywest oraz Aeropelican) została uziemiona. Klienci oraz pracownicy nie dostali przed tą decyzją żadnej informacji o zawieszeniu operacji. Pracownicy Ansett dowiedzieli się o zawieszeniu lotów dopiero jak stawili się do pracy, a tysiące pasażerów zostało pozostawionych bez jakiejkolwiek informacji. Ponad 16000 osób straciło pracę z dnia na dzień co było największym tego typu wydarzeniem w historii Australii. Nowy zarząd firmy obarczył winą za to działanie Air New Zealand, które rzekomo wyprzedały aktywa linii oraz nie zabezpieczyły rezerw paliwa, co uczyniło je wrażliwymi na wahania ceny paliwa na rynkach światowych. Dodatkowo pojawiły się oskarżenia o wyprowadzanie pieniędzy z Ansett na pokrycie kosztów operacyjnych Air New Zealand. Te twierdzenia zostały odparte przez dyrektora generalnego Air New Zealand Ralpha Norrisa. Po otrzymaniu rządowych gwarancji, linie wznowiły połączenia do głównych miast 1 października 2001 roku. Zostało to określone jako „Ansett Mark II”. W listopadzie 2001 wierzyciele Ansett głosowali za przejęciem przez Tesna consortium które było własnością Solomona Lewa i Lindsay Fox. Plan zakładał drastyczną redukcje etatów oraz wprowadzenie nowych samolotów Airbus A320. Fox oraz Lew w późniejszym czasie ogłosili że z powodu braku zainteresowania ze strony rządu wycofują swoją propozycję. Bez inwestora linie Ansett musiały zawiesić operacje na stałe 4 marca 2002 roku.

## Flota

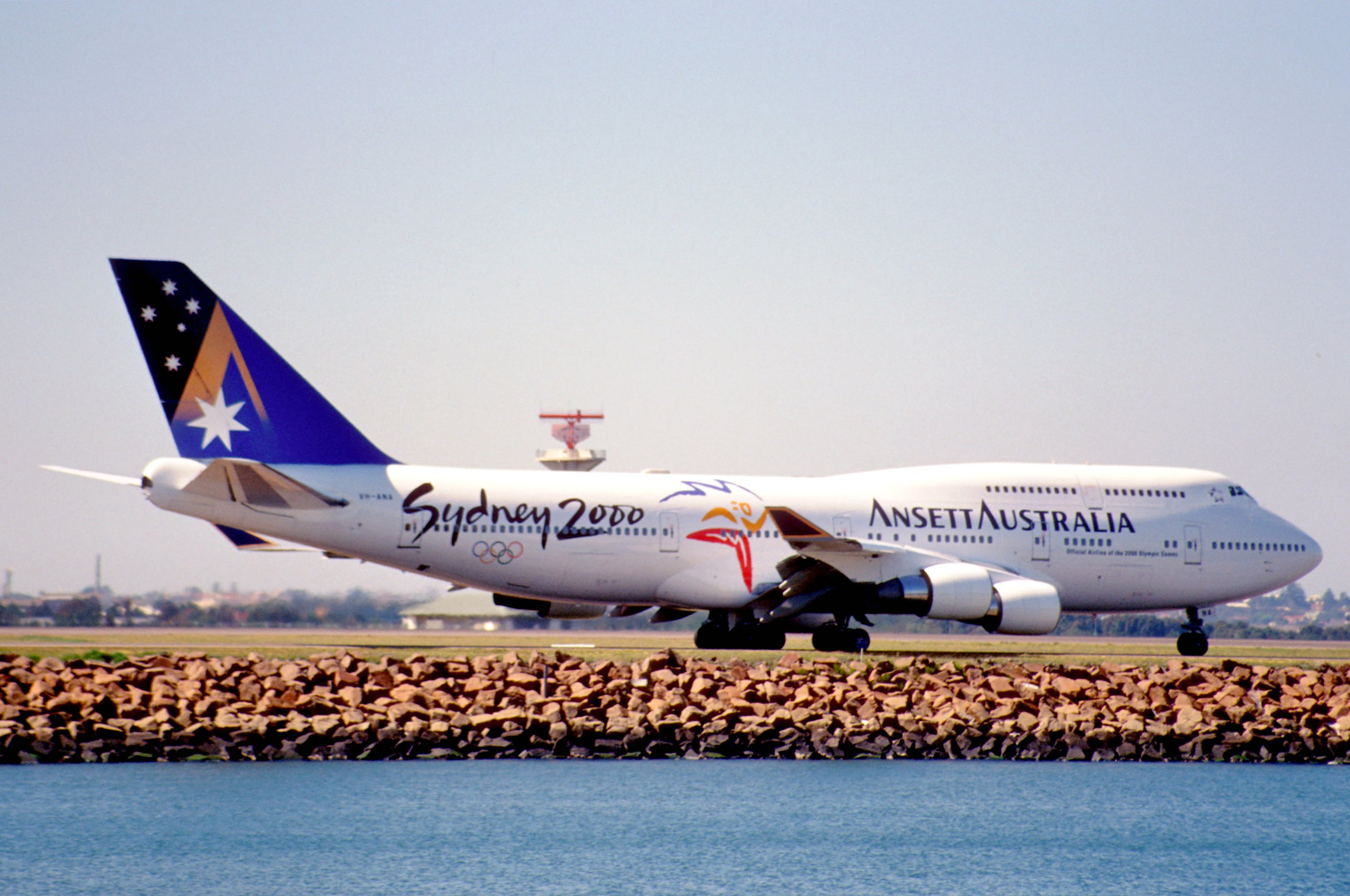
Boeing 747-400 w Porcie lotniczym Sydney w sierpniu 1999

(Stan na marzec 2002)

## Kierunki lotów
Linie Ansett Australia wykonywały połączenia do wielu miast w Australii oraz Azji.

### Oceania
- Australia
  - Australijskie Terytorium Stołeczne
    - Canberra (Port lotniczy Canberra)

  - Nowa Południowa Walia
    - Sydney (Port lotniczy Sydney)

  - Terytorium Północne
    - Alice Springs (Port lotniczy Alice Springs)
    - Darwin (Port lotniczy Darwin)
    - Uluru (Port lotniczy Ayers Rock)

  - Queensland
    - Brisbane (Port lotniczy Brisbane)
    - Cairns (Port lotniczy Cairns)
    - Gold Coast/Coolangatta (Port lotniczy Gold Coast)
    - Hamilton Island (Port lotniczy Hamilton Island)
    - Mount Isa (Port lotniczy Mount Isa)
    - Proserpine (Port lotniczy Whitsunday Coast)
    - Sunshine Coast/Maroochydore (Port lotniczy Sunshine Coast)
    - Townsville (Port lotniczy Townsville)

  - Australia Południowa
    - Adelaide (Port lotniczy Adelaide)

  - Tasmania
    - Hobart (Port lotniczy Hobart)
    - Launceston (Port lotniczy Launceston)

- - Wictoria
    - Melbourne (Port lotniczy Melbourne)

  - Australia Zachodnia
    - Argyle (Port lotniczy Argyle)
    - Broome (Port lotniczy Broome)
    - Kalgoorlie (Port lotniczy Kalgoorlie-Boulder)
    - Karratha/Dampier (Port lotniczy Karratha)
    - Kununurra (Port lotniczy Kununurra)
    - Newman (Port lotniczy Newman)
    - Geraldton (Port lotniczy Geraldton)
    - Paraburdoo (Port lotniczy Paraburdoo)
    - Perth (Port lotniczy Perth)
    - Port Hedland (Port lotniczy Port Hedland)
- Nowa Zelandia
  - Auckland (Port lotniczy Auckland)[13]
- Fidżi
  - Nadi (Port lotniczy Nadi)

### Azja
- Malezja
  - Kuala Lumpur (Port lotniczy Kuala Lumpur)[14]
- Indonezja
  - Dżakarta (Port lotniczy Dżakarta-Soekarno-Hatta)[14]
  - Denpasar (Port lotniczy Denpasar)
- Chińska Republika Ludowa
  - Szanghaj (Port lotniczy Szanghaj-Hongqiao)[14]
- Hongkong (Port lotniczy Hongkong) oraz Port lotniczy Hongkong-Kai Tak przed 1998
- Republika Chińska
  - Tajpej (Port lotniczy Tajpej-Taiwan Taoyuan)[14]
- Japonia
  - Osaka (Port lotniczy Kansai)
- Korea Południowa
  - Seoul (Port lotniczy Gimpo)[14]